# 藤村歩
藤村 歩（ふじむら あゆみ、1982年9月3日 - ）は、日本の女性声優。東京都出身。賢プロダクション所属。

## 略歴
幼少期に『美少女戦士セーラームーン』が大好きだったことから、自身もアニメの世界に入りたいと思っていたという。声優業は知っていたが、実際にアニメの世界に入ることができないなら、最大限に近づくには声優になるのが良いのではないか、また、見た目や性格など「自分ではない誰か」に変わることはすごく楽しいのではないか、と思って声優業を志した。
専門学校東京ミュージック&メディアアーツ尚美卒業後、スクールデュオに5期生（2003年）として入所。スクールデュオに入所した理由は専門学校から教わった先生から色々とアドバイスされ、賢プロダクションが自身に一番合っていると思ったからだという。
2004年にPlayStation 2用ゲームソフト『幻想水滸伝IV』のフレデリカ役で声優デビュー。
妹と14歳離れた弟の3人姉妹弟である。黒猫の携帯ケースを愛用している。
2019年4月1日より、諸般の事情で無期限休業することが賢プロダクションのサイトで発表された。

## 人物・エピソード
声種はメゾソプラノ。
特技はY字バランス、フラフープ。趣味はショッピング、猫と遊ぶ。
『あさっての方向。』の五百川からだ役を務め、同時にキャラクターソングやラジオパーソナリティなども初めて経験することになった。
尊敬する声優として家弓家正と一城みゆ希を挙げている。特に家弓は藤村に芝居への探究心を教えてくれた役者でもあり、日常の隅々までアンテナを張っている家弓の姿に憧れているとのこと。また、『真マジンガー 衝撃! Z編』では両者と共演を果たしている。藤村は主役や正義側の声を演じることが多く、悪役や敵側を演じることはあまりなかった。そのため「悪役をやりたい」と語ったこともある。また「この役は藤村がやったからこそ、もっと面白くなったと思われるようになりたい」とも語っている。

## 後任・代役
藤村の休業に伴い、持ち役を引き継いだ人物は以下の通り。
| 後任       | 役名                   | 概要作品                                        | 後任の初担当作品                                                                    |
| ---------- | ---------------------- | ----------------------------------------------- | ----------------------------------------------------------------------------------- |
| 日笠陽子   | 来栖焔                 | 『グリモアA〜私立グリモワール魔法学園〜』       | 2019年5月21日更新                                                                   |
| 日笠陽子   | ルミナスナイト         | 『神撃のバハムート』                            | 『Shadowverse』カードパック第25弾「極天竜鳴」                                       |
| 田中理恵   | ナイン＝ザ＝ファントム | 『BLAZBLUE』                                    | 『BLAZBLUE CROSS TAG BATTLE 2.0』                                                   |
| 川澄綾子   | コネギくん             | 『それいけ!アンパンマン』                       | 2019年6月7日放送回                                                                  |
| 小林眞紀   | ビアンカ               | 『かんぱに☆ガールズ』                           | 2019年7月5日更新以降                                                                |
| 丸山有香   | サリーヌ               | 『かみさまみならい ヒミツのここたま』           | 『モノのかみさま ここたま』                                                         |
| 大坪由佳   | ガブリエル             | 『神撃のバハムート GENESIS』                    | 『Shadowverse』カードパック第16弾「ナテラ崩壊」                                     |
| 北原沙弥香 | ブリジット・ドノヴァン | 『レイ・ドノヴァン ザ・フィクサー』             | シーズン6                                                                           |
| 植田佳奈   | いぶき                 | 『ストリートファイター』                        | 『ストリートファイターV チャンピオンエディション』風間あきら キャラクターストーリー |
| 依田菜津   | ポッピー               | 『League of Legends』                           | 『レジェンド・オブ・ルーンテラ』                                                    |
| 新井里美   | ミライ・ヤシマ         | 『機動戦士ガンダム THE ORIGIN』                 | 『機動戦士ガンダム ククルス・ドアンの島』                                           |
| 宮下早紀   | ミネバ・ラオ・ザビ     | 『機動戦士ガンダムUC』                          | 『機動戦士ガンダム U.C. ENGAGE』                                                    |
| 嶋村侑     | 米里イチ               | 『モブサイコ100』                               | 『モブサイコ100 III』                                                               |
| 拝師みほ   | ジュヌーン             | 『フェアリーフェンサー エフ ADVENT DARK FORCE』 | 『フェアリーフェンサー エフ Refrain Chord』                                         |
| 伊藤静     | コルワ                 | 『グランブルーファンタジー』                    | 2022年9月19日更新以降                                                               |
| 後藤麻衣   | 白咲春香               | 『私に天使が舞い降りた!』                       | 『私に天使が舞い降りた! プレシャス・フレンズ』                                      |
| 小澤亜李   | マリオン               | 『ルーンファクトリー3』                         | 『ルーンファクトリー3スペシャル』                                                   |
| 佐倉綾音   | トレーナー             | 『アイドルマスター シンデレラガールズ』         | 『アイドルマスター シンデレラガールズ スターライトステージ』2022年11月28日更新以降  |
| 生天目仁美 | ユズリハ               | 『UNDER NIGHT IN-BIRTH』                        | 『UNDER NIGHT IN-BIRTH II Sys:Celes』                                               |
| M・A・O    | 中森青子               | 『まじっく快斗』                                | 『名探偵コナン 100万ドルの五稜星』                                                  |
| 三浦千幸   | ゼルダ姫               | 「ゼルダの伝説シリーズ」                        | 『ゼルダの伝説 知恵のかりもの』                                                     |
| 三浦千幸   | ロープ                 | 『アークナイツ』                                | 2024年10月10日更新以降                                                              |
| 平井祥恵   | サベージ               | 『アークナイツ』                                | 2024年10月10日更新以降                                                              |
| 小清水亜美 | 花天                   | 『BLEACH』                                      | 『BLEACH 千年血戦篇-相剋譚-』                                                       |
| 渡辺明乃   | ニーソックス・デイモン | 『パンティ&ストッキングwithガーターベルト』     | 『New PANTY&STOCKING with GARTERBELT』                                              |

## 出演
太字はメインキャラクター。

### テレビアニメ
2005年
- こてんこてんこ（2005年 - 2006年、妖精A、魚、村の子供B〈男の子〉）

2006年
- 西の善き魔女 Astraea Testament（マリエ・オセット）
- 無敵看板娘（子供1、選手2 、ピンクスター、女子生徒、店員）
- 恋する天使アンジェリーク〜心のめざめる時〜（少女）
- NANA（女性）
- ケモノヅメ（女、食人鬼B ）
- あさっての方向。（五百川からだ）
- バーテンダー（来島美和、亜紀の娘）

2007年
- のだめカンタービレ（客室乗務員、井上由貴、桃平美奈子〈学生時代〉）
- 地獄少女 二籠（紅林拓真）
- がくえんゆーとぴあ まなびストレート!（生徒、フットサル部長）
- 天保異聞 妖奇士（娘）
- 桃華月憚（御堂寧々）
- Over Drive（ミコトの妹、生徒、チームメイト、アナウンス、観客、少年、親衛隊、女生徒、まさる、店員）
- 風のスティグマ（神凪綾乃）
- 神曲奏界ポリフォニカ（スズナ）
- 爆丸バトルブローラーズ（ツヨシ、シルティス）
- ぽてまよ（蜂谷美美）
- CLANNAD-クラナド-（女子生徒）
- ぼくらの（記者）
- 神霊狩/GHOST HOUND（2007年 - 2008年、女子生徒、女子小学生A、下級生B）
- 逮捕しちゃうぞ フルスロットル（黄金屋の娘）
- しゅごキャラ!（2007年 - 2009年、鳩羽雪、森野みもり、ゆか） - 3シリーズ
- ハヤテのごとく!（2007年 - 2013年、春風千桜） - 4シリーズ
- 素敵探偵ラビリンス（千春）
- 灼眼のシャナ シリーズ（2007年 - 2011年、中村公子） - 2シリーズ

2008年
- ポルフィの長い旅（ミーナ）
- シゴフミ（女）
- ARIA The ORIGINATION（娘）
- ゴルゴ13（ナタリー）
- 狂乱家族日記（乱崎凶華 / キョウキァ＝エアエリアエア）
- 絶対可憐チルドレン（2008年 - 2009年、梅枝ナオミ）
- 隠の王（清水雷鳴）
- カイバ（チェキ、エド）
- アリソンとリリア（女性兵）
- BLASSREITER（ルル）
- 夏目友人帳（2008年 - 2017年、夏目貴志〈少年時代〉、生徒、婚約者、女子高生） - 6シリーズ
- BLUE DRAGON 天界の七竜（美女）
- 一騎当千 シリーズ（2008年 - 2010年、張昭子布） - 2シリーズ
- 鉄腕バーディー DECODE（永谷遼子）
- ヤッターマン（第2作）（ひらり）
- ワールド・デストラクション 〜世界撲滅の六人〜（レーヴェ〈子供時代〉）
- のらみみ2（ムイムイ）
- 北斗の拳 ラオウ外伝 天の覇王（シモト）

2009年
- はっけん たいけん だいすき!しまじろう
- 明日のよいち!（女性店員）
- クプ〜!!まめゴマ!（豆川あかね、コボン、悠斗）
- 鋼殻のレギオス（カウンティア・ファーネス、秘書、店員、ウェイトレス）
- MAJOR 5th season（アナウンサー）
- 黒執事（マリア）
- エグザムライ戦国（つづみ、町人）
- 真マジンガー 衝撃!Z編 on television（兜シロー）
- BLEACH（2009年 - 2011年、女幹部アランカル、花天狂骨〈太刀〉、飛梅）
- クイーンズブレイド 流浪の戦士（ヒノモト帝）
- 初恋限定。（千倉名央）
- バスカッシュ!（アウローラ・スカイブルーム）
- 黒神 The Animation（琥珀）
- 青い花（万城目芳江、ヒンドリー、部員A）
- 大正野球娘。（尾張記子）
- よくわかる現代魔法（かたまり、姉原まゆり）
- PandoraHearts（白猫、女生徒4）
- アラド戦記〜スラップアップパーティー〜（オフィーリア）
- 聖剣の刀鍛冶（セシリー・キャンベル）
- テガミバチ（2009年 - 2011年、ニッチ） - 2シリーズ
- ヒピラくん（エレナ、ゴブリン）

2010年
- れでぃ×ばと!（三家満）
- 聖痕のクェイサー（2010年 - 2011年、織部まふゆ） - 2シリーズ
- はなまる幼稚園（良太）
- 会長はメイド様!（鮎沢美咲）
- まじっく快斗（2010年 - 2012年、中森青子）
- 夢色パティシエール（立花あずき）
- 迷い猫オーバーラン!（実は妹）
- 裏切りは僕の名前を知っている（焔椎真：子供）
- 学園黙示録 HIGHSCHOOL OF THE DEAD（レポーター）
- セキレイ〜Pure Engagement〜（波路）
- パンティ&ストッキングwithガーターベルト（ニーソックス、クレーマー、子供、ゴーストB、生徒、ちーちゃん）
- 心霊探偵 八雲（小沢晴香）
- 侵略!イカ娘（2010年 - 2011年、相沢栄子） - 2シリーズ
- それでも町は廻っている（担任） - ノンクレジット
- バクマン。（2010年 - 2013年、岩瀬愛子、女の子、受付嬢、講師、女子生徒、地光計、道本真） - 3シリーズ
- とある魔術の禁書目録シリーズ（2010年 - 2018年、吹寄制理） - 2シリーズ

2011年
- X-MEN（恭子）
- アスタロッテのおもちゃ!（ゼルダ〈グリゼルダ・レギンハルト〉、先生）
- 青の祓魔師（2011年 - 2017年、幼い雪男） - 2シリーズ
- ポケットモンスター ベストウイッシュ（ミーシャ）
- ちび☆デビ!（2011年 - 2014年、伊藤先生、ペペ、リュウちゃん）
- イナズマイレブンGO（2011年 - 2014年、影山輝、富永じゅん、チビット、レイザ、仁悟、ロダン・ガスグス） - 3シリーズ
- プリティーリズム・オーロラドリーム（ユリ）

2012年
- アクエリオンEVOL（MIX / MIXY）
- 輪廻のラグランジェ（上原はるか

1. 
2. 
3. 
4. 
5. 
6. 
7. 
8. 
9. 
10. 
11. 
12. 
13. 
14. 
15. 
16. 
17. 
18. 
19. 
20. 
21. 
22. 
23. 
24. 
25. 
26. 
27. 
28. 
29. 
30. 
31. 
32. 
33. 
34. 
35. 
36. 
37. 
38. 
39. 
40. 
41. 
42. 
43. 
44. 
45. 
46. 
47. 
48. 
49. 
50. 
51. 
52. 
53. 
54. 
55. 
56. 
57. 
58. 
、岩あやね） - 2シリーズ
- 松本零士「オズマ」（ミメイ）
- リトル・チャロ〜東北編〜（マコ）
- ZETMAN（橋本茉柚）
- エウレカセブンAO（マギー・クァン）
- 謎の彼女X（諏訪野亮子）
- トータル・イクリプス（石見安芸 ）
- うぽって!!（えむてん）
- 恋と選挙とチョコレート（門前仲綺衣）
- PSYCHO-PASS サイコパス（2012年 - 2013年、司会者、女性リポーター）
- さくら荘のペットな彼女（2012年 - 2013年、姫宮沙織）

2013年
- 団地ともお（2013年 - 2015年鎌倉景子）
- 翠星のガルガンティア（ストライカー）
- ドキドキ!プリキュア（京田）
- HUNTER×HUNTER（第2作）（2013年 - 2014年、ネフェルピトー）
- それいけ!アンパンマン（2013年 - 2018年、コネギくん）
- アイカツ!（2013年 - 2014年、秘書、レイの秘書）
- プリティーリズム・レインボーライブ（2013年 - 2014年、森園フタバ）
- キルラキル（2013年 - 2014年、満艦飾又郎、鳳凰丸礼）
- ぎんぎつね（ハル）

2014年
- 咲-Saki- 全国編（村吉みさき） - ノンクレジット
- バディ・コンプレックス（レーネ・クラインベック） - 1シリーズ+特別編
- ハピネスチャージプリキュア!（かずみ）
- ドラえもん（テレビ朝日版第2期）（2014年 - 2015年、ピタ、二郎）
- ヒーローバンク（龍里千）
- Free!-Eternal Summer-（鴫野颯斗）
- 六畳間の侵略者!?（コス研部長）
- RAIL WARS!（久慈ありす）
- 神撃のバハムート GENESIS（ガブリエル）
- ポケットモンスター XY（エクレール）
- 異能バトルは日常系のなかで（斎藤一十三）

2015年
- ローリング☆ガールズ（宇徳真茶未 / マッチャグリーン）
- アイドルマスター シンデレラガールズ（ベテラントレーナー、トレーナー、ルーキートレーナー、マスタートレーナー） - 2シリーズ
- ログ・ホライズン2（ロエ2）
- ISUCA（イスカ）
- 弱虫ペダル GRANDE ROAD（今泉俊輔〈幼少時代〉）
- 探偵歌劇 ミルキィホームズ TD（天馬博子）
- ジョジョの奇妙な冒険 スターダストクルセイダース エジプト編（少年ポルナレフ）
- パックワールド（エリ）
- 俺物語!!（迷子）
- 六花の勇者（ライナ）
- 俺がお嬢様学校に「庶民サンプル」としてゲッツされた件（崎守）
- 終わりのセラフ（相原あい子）
- 探偵チームKZ事件ノート（美坂薫）
- ハイキュー!! セカンドシーズン（2015年 - 2016年、三咲華）

2016年
- かみさまみならい ヒミツのここたま（2016年 - 2018年、サリーヌ、西園寺あかね、虎太郎、航太、ひなの母、恵ちゃん）
- NORN9 ノルン+ノネット（こはる）
- 金田一少年の事件簿R（斧寺空美）
- 境界のRINNE（ナオミ）
- マギ シンドバッドの冒険（ピピリカ）
- チア男子!!（坂東晴子）
- DAYS（リカ）
- モブサイコ100（2016年 - 2019年、米里イチ） - 2シリーズ
- ドリフェス!（2016年 - 2017年、及川慎〈子供時代〉） - 2シリーズ

2017年
- 神撃のバハムート VIRGIN SOUL（ガブリエル）

2018年
- ほしの島のにゃんこ（ホピ）

2019年
- 私に天使が舞い降りた!（白咲春香）
- どろろ（お自夜、おかか）
- キラキラハッピー★ ひらけ!ここたま（サリーヌ）

2022年
- 真・一騎当千（張昭子布） - ライブラリ出演

### 劇場アニメ
- 劇場版 空の境界 シリーズ（2007年 - 2013年、黒桐鮮花[62]） - 6作品
- 劇場版 NARUTO -ナルト- 疾風伝（2007年、紫苑）
- 宇宙戦艦ヤマト 復活篇（2009年、古代美雪[63]）
- 劇場版イナズマイレブンGO 究極の絆 グリフォン（2011年、影山輝、新田ミル）
- 劇場版 ハヤテのごとく! HEAVEN IS A PLACE ON EARTH（2011年、春風千桜）
- 青の祓魔師 ―劇場版―（2012年、幼い雪男）
- 神秘の法（2012年、張麗華 / シータ[64]）
- 劇場版 とある魔術の禁書目録 -エンデュミオンの奇蹟-（2013年、吹寄制理）
- 劇場版アイカツ!（2014年、花音）
- サンタ・カンパニー（2014年、ノエル・ホワイト[65]）
- パロルのみらい島（2014年、パロル[66]）
- ガールズ&パンツァー 劇場版（2015年、メグミ[67]、ボコ）
- リトルウィッチアカデミア 魔法仕掛けのパレード（2015年、トーマスの仲間）
- なぜ生きる 蓮如上人と吉崎炎上（2016年、千代[68]）
- KINGSGLAIVE FINAL FANTASY XV（2016年、クロウ・アルティウス[69]）
- 劇場版 夏目友人帳 〜うつせみに結ぶ〜（2018年、夏目貴志〈少年時代〉）
- 機動戦士ガンダムNT（2018年、ミネバ・ラオ・ザビ[70]）

### OVA
2006年
- 灼眼のシャナSP（中村公子）

2007年
- 苺ましまろ（女子生徒、子供たち）
- テイルズ オブ シンフォニア THE ANIMATION（女生徒）

2008年
- 快盗天使ツインエンジェル（少年）
- テガミバチ〜光と青の幻想夜話〜（ニッチ）※ジャンプスーパーアニメツアー上映作品
- 東方二次創作同人アニメ 夢想夏郷〜A Summer Day's Dream〜（射命丸文）
- FREEDOM SEVEN（モニカ）
- 舞-乙HiME 0〜S.ifr〜（女の子の母）

2009年
- 限定少女。（千倉名央）
- こどものじかん 2学期特別編 くろちゃんとしろちゃん（藤森チカ）
- OAD のだめカンタービレ Lesson79（嶋舞）
- ハヤテのごとく!!（春風千桜）

2010年
- 機動戦士ガンダムUC（オードリー・バーン〈ミネバ・ラオ・ザビ〉）
- 聖痕のクェイサー 〜女帝の肖像〜（織部まふゆ）
- テイルズ オブ シンフォニア THE ANIMATION テセアラ編（ミレーヌ・ワイルダー）
- 迷elleオトコノ娘（佐々良ミクリ）

2011年
- アスタロッテのおもちゃ! EX（ゼルダ〈グリゼルダ・レギンハルト〉）
- 魚介類 山岡マイコ（キャスター）
- ショコラの魔法 〜ムラング・オ・ショコラ 悲しみの旋律〜（川島律）※ちゃお2011年4・5月号付録DVD
- .hack//Quantum（メアリ / 江藤衿）

2012年
- 輪廻のラグランジェ（2012年 - 2014年、岩あやね、上原はるか）  - 3シリーズ

2013年
- 小林が可愛すぎてツライっ!!（小林愛、小林十）※コミックス第3巻アニメDVD付き特装版
- にじいろ☆プリズムガール （藤宮沙織）※『ちゃお』2013年9月号、2014年1月号付録

2014年
- キルラキル（満艦飾又郎、鳳凰丸礼） - DVD＆Blu-ray第9巻TV未放映話
- 侵略!イカ娘（相沢栄子）※コミックス第17巻OVA付き限定版
- チェインクロニクル 〜ショートアニメ〜（カティア）
- 夏目友人帳 いつかゆきのひに（夏目貴志〈少年時代〉）
- マギ シンドバッドの冒険（ピピリカ）※コミックス第5、6巻特別版DVDに収録

2015年
- 機動戦士ガンダム THE ORIGIN（ミライ・ヤシマ） - 2019年に再編集作品『THE ORIGIN 前夜 赤い彗星』テレビ放送
- 創勢のアクエリオンEVOL（MIX）

2019年
- ガールズ&パンツァー 最終章（メグミ、蕨、ボコ）

### Webアニメ
- 亡念のザムド（2008年、西村ミドリ[78]）
- 吉宗CITY動画劇場（2008年、姫、チビ姫、青山操、サキ、奥方、踊り子A）
- ゆとりちゃん（2010年、ゆとりママ）
- 神羅万象〜天地神明の章〜（2014年、ポラリス[79]）
- エウレカセブンAO「ロード・ドント・スロー・ミー・ダウン」（2017年、マギー[80]）

### ゲーム
2020年以降の作品は活動休止前の収録音声を使用したライブラリ出演。
2004年
- 幻想水滸伝IV（フレデリカ）
- スカッとゴルフ パンヤ（アリン）

2005年
- Rhapsodia（フレデリカ、スノウ・フィンガーフート〈少年期〉）

2007年
- ディアピアニッシモ ルフラン（桐嶋姫依）
- コンチェルトゲート フォルテ
- 召喚少女 〜ElementalGirl Calling〜（チャコル、メル、ロビン）
- フルハウスキス2〜恋愛迷宮〜（桜葉唯菜）

2008年
- アオイシロ（喜屋武汀）
- ルミナスアーク2 ウィル（エリシア）
- あさき、ゆめみし（虚空、ミク）
- 絶対可憐チルドレンDS 第4のチルドレン（梅枝ナオミ）
- 鉄道むすめDS〜Terminal Memory〜（久慈ありす）
- 海辺でリーチ!DS（魚住帆立）
- Fallout3（10歳時のアマタ、プリンセス 他）

2009年
- フォーチュンサモナーズ 〜アルチェの精霊石〜 Deluxe（ステラ）
- ぼくのなつやすみ4 瀬戸内少年探偵団「ボクと秘密の地図」（朋子ひめ〈城屋朋子〉）
- 機動戦士ガンダム戦記（フィリーネ・イステル）
- ルーンファクトリー3（マリオン）
- クイーンズブレイド スパイラルカオス（ハーピー）
- ファイナルファンタジーXIII （コクーン市民）

2010年
- 機動戦士ガンダム エクストリームバーサス（2010年 - 2016年、オードリー・バーン） - 4作品
- 東京鬼祓師 鴉乃杜學園奇譚（穂坂弥紀）
- ストリートファイターIVシリーズ（2010年 - 2014年、いぶき） - 2作品
- ZODIAC－ゾディアック－ PSP版（斗南美留宮）
- プロジェクトケルベルス（涼樹あきら）
- ガンダム無双3（オードリー・バーン）

2011年
- SDガンダム GGENERATION（2011年 - 2025年、フィリーネ・イステル、オードリー・バーン〈ミネバ・ラオ・ザビ〉、エリス・クロード、マイキャラクターボイス女性2〈GENESIS〉） - 6作品
- メビウスオンライン（クリス・アイオライト）
- 嫁コレ（織部まふゆ）
- イナズマイレブンGO（2011年 - 2013年、影山輝、レイザ、子供A、トンガットル看護師、ロダン・ガスクス） - 3作品
- 忍道2 散華（銀蓮花のナギ）
- イナズマイレブン ストライカーズ（2011年 - 2012年、影山輝、チビット、レイザ） - 2作品

2012年
- スーパーロボット大戦OGサーガ 魔装機神II REVELATION OF EVIL GOD（ユノー・ヌイーゼン）
- ストリートファイター X 鉄拳（いぶき）
- グラナド・エスパダ（マリー）
- ジェネレーション オブ カオス6（オリヴィア）
- 鉄拳タッグトーナメント2（平野美晴）
- UNDER NIGHT IN-BIRTH（2012年 - 2017年、ユズリハ〈初代〉） - 4作品
- Halo 4（コルタナ）
- ほのぼのモグウ日記（貂蝉）
- 舞華蒼魔鏡（霧雨魔理沙）
- 倭人異聞録 〜あさき、ゆめみし〜（虚空）

2013年
- あさき、ゆめみし 〜ひととせ〜（虚空）
- 鬼武者Soul（いぶき）
- BLAZBLUE（2013年 - 2018年、ナイン＝ザ＝ファントム〈初代〉、ユズリハ） - 3作品
- マブラヴ オルタネイティヴ トータル・イクリプス PS3版 / PC版（2013年 - 2014年、石見安芸少尉） - 2作品
- Z/X 絶界の聖戦（ナタリア・カンビアッソ）
- NORN9 ノルン+ノネット（こはる、メイド）
- The Last of Us（サラ)
- 魔女と百騎兵（ビスコ）
- スーパーロボット大戦OGサーガ 魔装機神III PRIDE OF JUSTICE（ユノー・ヌイーゼン）
- アルカディアスの戦姫（ルイーゼ）
- 星霜のアマゾネス（ガンタイ）
- リング☆ドリーム 女子プロレス大戦（ライトニング未来、エイミー・クリック）
- ゼルダの伝説 神々のトライフォース2（ゼルダ姫）

2014年
- 82Hブロッサム（小林美幸）
- ヒーローバンク（龍里千）
- スーパーロボット大戦シリーズ（2014年 - 2019年、オードリー・バーン〈ミネバ・ラオ・ザビ〉、兜シロー、MIX / MIXY、ストライカー・X3752、レーネ・クラインベック） - 6作品
- 俺の屍を越えてゆけ2（吽狛、滝のぼり金太、松葉ノお甲、速瀬ノ流々、二つ扇ノ前、還ノ皇女、天空のハルカ、赤猫お夏）
- かんぱに☆ガールズ（2014年 - 2017年、ヴィオレッタ、オティーリエ、イヴェッタ、ビアンカ〈初代〉、イオランダ、シグネ、エルミ、ソフィ、サイミ、レイ、イェリン 他）
- グランブルーファンタジー（2014年 - 2019年、コルワ〈初代〉、イザベラ、祭司〈ポピー〉）
- グリモア〜私立グリモワール魔法学園〜（来栖焔）
- 神撃のバハムート（ニャヴァル、ルミナスナイト）
- ゼルダ無双（2014年 - 2018年、ファイ） - 3作品
- NORN9 VAR COMMONS（こはる）
- FANTASY HERO 〜unsigned legacy〜（リリー・ベルシーン）

2015年
- バイオハザード リベレーションズ2（モイラ・バートン）
- XBLAZE LOST:MEMORIES（わたし）
- CroixleurΣ（フランチェスカ・ストラーロ）
- 新甲虫王者ムシキング（神谷レイジ）
- 戦の海賊（リティス）
- NORN9 LAST ERA（こはる）
- 封印勇者!マイン島と空の迷宮（フリオ、チャイム）
- レンドフルール（瑠璃、茜）
- アイドルマスター シンデレラガールズ スターライトステージ（2015年 - 2019年、ルーキートレーナー〈初代〉、トレーナー〈初代〉、ベテラントレーナー〈初代〉、マスタートレーナー〈初代〉）
- ポップアップストーリー 魔法の本と聖樹の学園（キャリー・アルベリータ）
- フェアリーフェンサー エフ ADVENT DARK FORCE（ジュヌーン）
- 終わりのセラフ 運命の始まり（相原あい子）

2016年
- メダロット ガールズミッション（ラウラ・バートリ）
- Shadowverse（2016年 - 2019年、ガブリエル〈初代〉、エルフプリンセスメイジ、ルミナスナイト〈初代〉、サイクロンソルジャー、コルワ、邪眼の悪魔、海賊女王・アルビダ 他）
- 宿星のディストピア（英魂オウカ）
- 白猫プロジェクト（ベアトリス)
- スターオーシャン5 Integrity and Faithlessness（アンヌ・ペトリシアニ）
- スターオーシャン:アナムネシス（アンヌ・ペトリシアニ）
- ストリートファイターV（いぶき） - DLC追加キャラクター
- チェインクロニクル（イド）
- NORN9 ACT TUNE（こはる）
- ミラーズエッジ カタリスト
- THE KING OF FIGHTERS XIV（サリナ）
- League of Legends（ポッピー）
- オール仮面ライダー ライダーレボリューション（ルネス）

2017年
- 蒼き革命のヴァルキュリア（ミランダ・ヴィルフォルト）
- ARMS（メカニッカ）
- Ever Oasis 精霊とタネビトの蜃気楼（トト、テテ）

2018年
- ガールズ&パンツァー ドリームタンクマッチ（メグミ）
- SNKヒロインズ 〜Tag Team Frenzy〜（サリナ）
- 機動戦士ガンダム エクストリームバーサス2（2018年 - 2025年、オードリー・バーン） - 4作品
- モンスターストライク（ネフェルピトー）
- 大乱闘スマッシュブラザーズ SPECIAL（ゼルダ、シーク、Miiファイター〈タイプ4〉）
- ダイダロス:ジ・アウェイクニング・オブ・ゴールデンジャズ（御苑洋子）

2019年
- とある魔術の禁書目録 幻想収束（吹寄制理）
- キルラキル ザ・ゲーム -異布-（鳳凰丸礼）
- HUNTER×HUNTER グリードアドベンチャー（ネフェルピトー）
- ONE PIECE WORLD SEEKER（ジャンヌ）

2020年
- アークナイツ（サベージ〈初代〉、ロープ〈初代〉）

2025年　
- HUNTER×HUNTER NEN×IMPACT（ネフェルピトー） - DLC追加キャラクター

### ドラマCD
- アイドルマスター シンデレラガールズ WILD WIND GIRL（トレーナー）※第2巻特装版オリジナルCD
- 穢翼のユースティア(クルーヴィス)
- アオイシロ 「青城奇譚」（喜屋武汀）
- イナズマイレブンGO ドラマCD「永遠の絆!!」（影山輝）
- オーバーロード ドラマCD「封印の魔樹」（ピニスン）
- 会長はメイド様! シリーズ（鮎沢美咲）
  - 会長はメイド様! ご主人様 アニメ化ですよ! ドラマCD ※LaLa 2010年5月号付録
  - 会長はメイド様! キャラクターコンセプトCD ─school side─
  - 会長はメイド様! キャラクターコンセプトCD2 ─Maid Side─
- 富士見ドラマCDコレクション 風の聖痕（神凪綾乃）
  - 風の聖痕 月刊ドラゴンエイジ2007年9月号付録(2)ドラマCD版（神凪綾乃）
- 機動戦士ガンダムNT Blu-ray特典ドラマCD「獅子の帰還」（ミネバ・ラオ・ザビ[137]）
- 宮廷神官物語 〜選ばれし瞳の少年〜（黄楊）
- 狂乱家族日記（乱崎凶華）
- 逆転検事2〜宇宙からの逆転!?〜（一条美雲） ※『逆転検事』シリーズPVで同様に一条美雲役を担当
- CLANNAD -クラナド- Vol.5 坂上智代（坂上鷹文）
- グランブルーファンタジー「救国の忠騎士」ディレクターズカット版（2016年、イザベラ）
- されど罪人は竜と踊る 完全版1（ノジェ）
- 終末録音/the Garden of oblivion（黒桐鮮花）※『空の境界 未来福音』DVD&BD初回特典CD
- NHKアニメーション「心霊探偵 八雲」ドラマCD「死者からの伝言」（小沢晴香）
- スターオーシャン5 -Integrity and Faithlessness-（アンヌ・ペトリシアニ）
- 絶対可憐チルドレン ドラマCD EPS.1st〜和気藹々! 愛と平和が地球を救う!〜（梅枝ナオミ）
- 断章のグリム ドラマCD -小人と靴屋-（時槻雪乃）
- チェックメイト（黒のプレイヤー）
- 超訳百人一首 うた恋い。（紫式部）
- テガミバチ（ニッチ）
- トリニティセブン 7人の魔書使い（リーゼロッテ・シャルロック[138]）
- 隠の王 ドラマCD 『夏休み、別荘地盗難事件編』（清水雷鳴）
- 鉄道むすめ（久慈ありす）
- 桃華月憚（御堂寧々）
- 西の善き魔女 Astraea Testament 番外編 「赤毛の貴公子と黒髪の少年」（マリエ・オセット）
- 獏-BAKU-（マリナ）
- 初恋限定。（千倉名央）
- はっぴーぱらだいす（水無瀬沙理）
- 花と悪魔（エリノア）※『花とゆめ』2008年18・19号全員サービス
- はやて×ブレード（吉川司）
- P.S.すりーさん（男の子、レポーター）
- ふしぎ遊戯 玄武開伝（遊女）
- フレイム王国興亡記 ドラマCD「乙女の戦い -Sweet Girl's War-」（エミリ・ノーツフィルト[139]）
- ポーの一族（ジューン、シャーロッテ）
- Yourすいーとほーむ（水無月ミナ）
- ヨルムンガンド（バルメ）
- 輪廻のラグランジェ season2 キャラクターCD Vol.3「ムギナミ編」（上原はるか）
- わたしのお嬢様（メリーベル＝マーチ〈メリー〉）※「メイド服のお嬢様編」下巻に同梱

### BLCD
- 間の楔II 〜NIGHTMARE〜
- その声が僕を動かす（氷室左京）

### オーディオドラマ
- オーディオシネマ iシリーズ 琴音のメロディーカード[140]（峰岸琴音[141]）
- 勇者様のお師匠様 サウンドドラマ（ティアラ[142]）※小説第3巻DL特典

### 吹き替え

#### 映画
- あと1センチの恋（ロージー・ダン〈リリー・コリンズ〉）
- あの日、欲望の大地で
- インビジブル・シスター（モリー〈パリ・ベレルク〉）
- ウィッカーマン
- ウォリスとエドワード 英国王冠をかけた恋（ウォリス〈アンドレア・ライズボロー〉）
- 噂のモーガン夫妻（ジャッキー・ドレイク〈エリザベス・モス〉）
- エアベンダー（アズーラ王女）
- キャビン・フィーバー2（英語版）（サンディ）
- クリーブランド監禁事件 少女たちの悲鳴（アマンダ・ベリー〈サマンサ・ドゥローク〉）
- ゲスト（アイリス）
- 恋するモンテカルロ（グレース・ベネット/コーデリア・ウィンスロップ＝スコット〈セレーナ・ゴメス〉）
- 最凶家族計画（ミシェル〈ジェナ・フィッシャー〉）
- 最低で最高のサリー（サリー・ハウ〈エマ・ロバーツ〉）
- サイバー・ストーカー（エマ〈アシュレイ・ベンソン〉）
- サウンド・オブ・ミュージック（リーズル〈シャーミアン・カー〉）※テレビ東京版
- サスペクト 哀しき容疑者（チェ・ギョンヒ〈ユ・ダイン〉）
- サブリナ（チアガール）
- ジャッジ・ドレッド（カサンドラ・アンダーソン〈オリヴィア・サールビー〉）
- 17歳の肖像（アン）
- JUNO/ジュノ（スーチン）
- 心霊写真
- センター・オブ・ジ・アース2 神秘の島（カイラニ〈ヴァネッサ・ハジェンズ〉[143]）
- ターミネーター:新起動/ジェニシス（サラ・コナー〈エミリア・クラーク〉[144]）
- デトネーター
- 天使の処刑人 バイオレット&デイジー（バイオレット〈アレクシス・ブレデル〉）
- トータル・ディザスター（クロエ・ピーターソン〈マッケンジー・ポーター〉）
- なんちゃって家族（ケイシー・マシス〈エマ・ロバーツ〉）
- 呪い襲い殺す（レイン・モリス〈オリヴィア・クック〉）
- ハリー・ポッターと謎のプリンス（ケイティ・ベル〈ジョージーナ・レオニダス〉[145]）
- 秘密のラジオ・ガール（オードリー〈セレーナ・パーマー〉）
- プールサイド・デイズ（スザンナ〈アナソフィア・ロブ〉）
- プライド&グローリー（シャノン・イーガン）
- ブラザーサンタ（ライナス）
- ブラッドレインII
- ブレイキング・ニュース（息子）
- 僕と君の片想い（ルーシー〈モーガン・グリフィン〉）
- マーシャルの奇跡（ピーター）
- Mr.&Mrs. スミス ※テレビ朝日版
- ラブリーボーン（ネイト）

#### ドラマ
- ヴェロニカ・マーズ
- glee/グリー シーズン5（ブリー〈エリン・ウェストブルック〉）
- ゴースト 〜天国からのささやき シーズン2 #7（レニー・ファウラー〈リンディ・ブース〉、幼いレニー〈ニコレット・コーリアー〉、客〈サマンサ・ボーリュー〉）
- コーヒープリンス1号店（コ・ウンセ）
- コールドケース5 #10
- CSI:サイバー（レイヴン・ラミレス〈ヘイリー・キヨコ〉）
- CSI:ニューヨーク3 #2、5
- CSI:マイアミ8 #22（アンドレア・ウイリアムス〈オレーシャ・ルーリン〉）
- The O.C.（ジョアン）
- シンデレラマン（ソ・ユジン〈ユナ〉）
- スクリーム（エマ〈ウィラ・フィッツジェラルド〉）
- スターの恋人 #6（チョルス少年時代）
- 大旗英雄伝（水霊光〈チュ・ジャヒョン〉）
- ハリーズ・ロー 裏通り法律事務所（ジェナ・バックストローム〈ブリタニー・スノウ〉）
- ファッション王（英語版）（チェ・アンナ〈ユリ〉）
- プッシング・デイジー 〜恋するパイメーカー〜 #1、6、9（チャック少女時代）
- レイ・ドノヴァン ザ・フィクサー（ブリジット・ドノヴァン〈ケリス・ドーシー〉）
- ワンス・アポン・ア・タイム（ティンカー・ベル〈ローズ・マクアイヴァー〉）

#### アニメ
- ザ・バットマン シーズン5（アンバー）
- ザ・ペンギンズ from マダガスカル（マリーン[146]、ボニー・チャン等脇役多数）
- 少年マイロの火星冒険記3D（キイ）
- 新トムとジェリー ショー（トゥート、女アメーバ）
- ピーターパン 新たなる冒険（ウェンディ[147]）
- ペンギンズ FROM マダガスカル ザ・ムービー（スノードームの少女[148]）
- ルネッサンス（若いカラス）

### デジタルコミック
- VOMIC 悪魔とラブソング（甲坂友世）
- VOMIC 黒子のバスケ（相田リコ）
- VOMIC CLOTH ROAD（ペルリヌ）
- VOMIC ストロボ・エッジ（上原さゆり）
- VOMIC 絶対覚醒天使ミストレス☆フォーチュン（一ヶ谷鏡美）
- VOMIC べるぜバブ（ベル坊）
- Beeマンガ モテキ（中柴いつか）

### 特撮
- 仮面ライダードライブ（2015年、シグマの声）

### ラジオ
※はインターネット配信。
- あさラジ。（2006年、ランティスウェブラジオ※、BEAT☆Net Radio!※）
- 炎のツンデレ女子高生 綾乃の放課後ケーキバイキング!（2007年、アニメ「風のスティグマ」公式サイト内※）
- 富士見ティーンエイジファンクラブ 綾乃の『風のスティグマ』補習授業（2007年、ラジオ大阪）
- ラジオどっとあい 藤村歩の夏色Walker（2007年、BBQR※ / 2007年9月6日 - 10月4日、超!A&G+※）
- ラジオ『空の境界』the Garden of listeners（2007年 - 2008年、アニメイトTV※）
- 進め!狂乱電波日記（2008年、超!A&G+※）
- ラジオ『空の境界』the Garden of wanderers（2008年 - 2009年、アニメイトTV※）
- 超!A&G+年越しスペシャル 4時間生でモゥ大変!2009（2008年 - 2009年、超!A&G+※)
- ラジオ『空の境界』the Garden of tellers（2009年、アニメイトTV※）
- テガミバチラジオ〜響け! ラジ針!!〜（2009年 - 2010年、ランティスウェブラジオ※）
- あゆごま82Cafe（2010年 - 2012年、賢プロダクションHP内※）
- 会長はラジオ様!（2010年、公式サイト内※）
- TVアニメぎんぎつね 銀とハルの稲荷通信（2013年[149]、アニメイトTV※）

### その他コンテンツ
- トモハナ☆ハラShowタイム!
- 美声時計2
- リアル×ワールド「母の日SP“自閉症”の我が子とともに生きる家族を見つめて」（番組ナレーション）
- オーディオドラマ『アイドルマスター シンデレラガールズ 2ndシーズン「NO MAKE」』（2015年、マスタートレーナー）
- オーディオドラマ『グランブルーファンタジー OTOCA』（2016年 - 2017年、イザベラ、祭司） - 2作品[一覧 29]

## ディスコグラフィ

### キャラクターソング
- あさっての方向。 木漏れ日ダイアリー からだ編（五百川からだ）
- イナズマイレブンGO キャラクターソング オリジナルアルバム（影山輝）
- 風のスティグマ Song Collection CD（神凪綾乃）
- 狂乱家族日記 エンディングテーマ「狂乱戦記〜日常ノ神サマ〜」（乱崎凶華）
- 聖痕のクェイサー シリーズ（織部まふゆ）
  - 聖痕のクェイサー 前期エンディングテーマ「Passionate squall」
  - 聖痕のクェイサー キャラクターソングミニアルバム「恋のクェイサーマジック 〜魅惑のヴィーナスコレクション〜」
  - 聖痕のクェイサー 後期エンディングテーマ「Wishes Hypocrites」
- 絶対可憐チルドレン キャラクターCD 6th session 梅枝ナオミ starring 藤村歩
- 鉄道むすめ キャラクターソング Vol.2（久慈ありす）
- 初恋限定。 -ハツコイリミテッド- キャラクターファイル Vol.3 「空に舞う〜コノハナサクヤ〜」（千倉名央）
- HUNTER×HUNTER セレクト×ベスト×α（ネフェルピトー）
- 百歌声爛 -女性声優編- やさしさに包まれたなら〜おどるポンポコリン〜ミラクルガール〜ゲキテイ（檄!帝国華撃団）〜CAT'S EYE
- かみさまみならい ヒミツのここたま エンディングテーマ「うたおう♪ここったまーち!」（サリーヌ）
- 会長はメイド様! シリーズ（鮎沢美咲）
  - 「会長はメイド様!」キャラクターコンセプトCDシリーズ 1 ─School Side─ 「Never Give Up!」
  - 「会長はメイド様!」キャラクターコンセプトCDシリーズ 2 ─Maid Side─ 「Be Myself」
  - 「会長はメイド様!」Maid Latte Songs! 「Shinning Days」「Magic of Love」
- 聖剣の刀鍛冶 きゃらくたぁCD 「I don't stop」（セシリー）
- アスタロッテのおもちゃ!シリーズ（ゼルダ）
  - キャラクターソングVol.3『ゼルダ＋エフィ』 「ナイトサーベル」
  - BD / DVD EX巻 完全初回限定特典スペシャルCD 「あなたを慕っています」
- バクマン。キャラクターソングコレクションアルバム ウタマン。 「鏡の中のアクトレス」「それでも明日はやってくる」（岩瀬愛子）
- ハヤテのごとく! CAN'T TAKE MY EYES OFF YOU BD / DVD 第3巻 初回限定版特典CD 「POKER FACE for all」（春風千桜）
- ハヤテのごとく! CutiesENDING ＆ ヒロインサントラ2 「POKER FACE for all」（TV EDIT）（春風千桜）
- ガールズ&パンツァー 劇場版オリジナルサウンドトラック 「おいらボコだぜ!」（ボコ）